# Estació de trens de Rumelange
L'Estació de trens de Rumelange (en luxemburguès: Gare Rëmeleng); en francès: Gare de Rumelange, en alemany: Bahnhof Rümelingen) és l'estació de trens de la ciutat de Rumelange al sud-oest de Luxemburg. La companyia estatal propietària és Chemins de Fer Luxembourgeois. L'estació està situada en el ramal ferroviari de la línia 60 CFL, que connecta la ciutat de Luxemburg amb les Terres Roges al sud del país. Rumelange és l'estació terminal del ramal que se separa de la línia principal a Noertzange.

## Servei
Rumelange rep els serveis ferroviaris pels trens de Regionalbahn (RB) i Regional Express (RE) amb relació entre la Ciutat de Luxemburg - Noertzange - Rumelange (línea 60b).